# Cucullanus heterochrous
Cucullanus heterochrous is een rondwormensoort uit de familie van de Cucullanidae. De wetenschappelijke naam van de soort is voor het eerst geldig gepubliceerd in 1802 door Rudolphi.